# Wu Fang-hsien
Wu Fang-hsien (chinesisch 吳芳嫺, Pinyin Wú Fāngxián; * 15. Juli 1999) ist eine taiwanische Tennisspielerin.

## Karriere
Wu konnte auf der ITF Women’s World Tennis Tour bisher 21 Doppeltitel gewinnen.
Ihren ersten Sieg bei einem WTA Challenger erzielte sie im November 2019 in Taipeh zusammen mit ihrer Landsfrau Lee Ya-hsuan.
Sie hatte ihr Hauptrundendebüt bei einem WTA-Turnier 2018 in Washington, D.C. Im Januar 2020 nahm sie bei den Australian Open erstmals an einem Grand-Slam-Turnier teil. Im Damendoppel unterlag sie mit ihrer Partnerin Lee Ya-hsuan bereits in der ersten Runde dem Doppel Sofia Kenin und Bethanie Mattek-Sands mit 4:6 und 3:6.

## Turniersiege

### Doppel
| Nr. | Datum              | Turnier             | Kategorie      | Belag             | Partnerin      | Finalgegnerinnen                       | Ergebnis          |
| --- | ------------------ | ------------------- | -------------- | ----------------- | -------------- | -------------------------------------- | ----------------- |
| 1.  | 10. Juni 2017      | Hammamet            | ITF $15.000    | Sand              | Hsieh Yu-chieh | Fernanda Brito Noelia Zeballos         | 5:7, 6:3, [11:9]  |
| 2.  | 29. Juli 2017      | Scharm asch-Schaich | ITF $15.000    | Hartplatz         | Chen Pei-hsuan | Ana Bianca Mihăilă Zhao Xiaoxi         | 6:2, 6:1          |
| 3.  | 5. August 2017     | Scharm asch-Schaich | ITF $15.000    | Hartplatz         | Chen Pei-hsuan | Ana Bianca Mihăilă Zhao Xiaoxi         | 6:4, 6:2          |
| 4.  | 23. September 2017 | Scharm asch-Schaich | ITF $15.000    | Hartplatz         | Chen Pei-hsuan | Hsieh Yu-ting Lee Pei-chi              | 7:66, 3:6, [11:9] |
| 5.  | 30. September 2017 | Scharm asch-Schaich | ITF $15.000    | Hartplatz         | Chen Pei-hsuan | Lee Pei-chi Kanika Vaidya              | 6:0, 1:6, [10:7]  |
| 6.  | 30. Dezember 2017  | Hongkong            | ITF $15.000    | Hartplatz         | Chen Pei-hsuan | Chan Chin-wei Lu Jiaxi                 | 6:1, 6:0          |
| 7.  | 19. Mai 2018       | San Severo          | ITF $15.000    | Sand              | Chen Pei-hsuan | Swjatlana Piraschenka Sopia Schapatawa | 6:3, 6:4          |
| 8.  | 26. Mai 2018       | Caserta             | ITF $25.000    | Sand              | Chen Pei-hsuan | Jaimee Fourlis Ellen Perez             | 7:66, 6:3         |
| 9.  | 30. Juni 2018      | Båstad              | ITF $25.000    | Sand              | Chen Pei-hsuan | Anna Danilina Karin Kennel             | 7:5, 1:6, [10:5]  |
| 10. | 12. Januar 2019    | Hongkong            | ITF W25        | Hartplatz         | Chen Pei-hsuan | Robu Kajitani Hiroko Kuwata            | 6:3, 6:3          |
| 11. | 7. September 2019  | Kyōto               | ITF W25        | Hartplatz (Halle) | Lee Ya-hsuan   | Kanako Morisaki Minori Yonehara        | 3:6, 6:4, [10:8]  |
| 12. | 17. November 2019  | Taipeh              | WTA Challenger | Teppich (Halle)   | Lee Ya-hsuan   | Dalila Jakupović Danka Kovinić         | 4:6, 6:4 [10:7]   |
| 13. | 21. Dezember 2019  | Navi Mumbai         | ITF W25        | Hartplatz         | Lee Pei-chi    | Olga Doroschina Schalimar Talbi        | 6:2, 6:2          |
| 14. | 4. Januar 2020     | Hongkong            | ITF W25        | Hartplatz         | Eudice Chong   | Moyuka Uchijima Zhang Ying             | 7:62, 6:1         |
| 15. | 18. Juni 2022      | Raʿanana            | ITF W25        | Hartplatz         | Lee Ya-hsuan   | Chihiro Muramatsu Rebeka Stolmár       | 6:3, 6:1          |
| 16. | 2. Juli 2022       | Porto               | ITF W25        | Hartplatz         | Lee Ya-hsuan   | Lu Jiajing Alana Parnaby               | 5:7, 6:4, [10:1]  |
| 17. | 29. Juli 2022      | Nottingham          | ITF W25        | Hartplatz         | Lee Pei-chi    | Jasmijn Gimbrère Isabelle Haverlag     | 6:3, 6:2          |
| 18. | 4. November 2022   | Nantes              | ITF W60        | Hartplatz (Halle) | Magali Kempen  | Veronika Erjavec Emily Webley-Smith    | 6:2, 6:4          |
| 19. | 19. November 2022  | Monastir            | ITF W15        | Hartplatz         | Tsao Chia-yi   | Kamilla Bartone Bojana Marinković      | 6:0, 7:5          |
| 20. | 26. November 2022  | Monastir            | ITF W15        | Hartplatz         | Tsao Chia-yi   | Anastassija Gurjewa Vlada Mincheva     | 6:3, 6:4          |
| 21. | 3. Dezember 2022   | Monastir            | ITF W15        | Hartplatz         | Tsao Chia-yi   | Oana Gavrilă Emilie Lindh              | 6:4, 6:3          |
| 22. | 25. Dezember 2022  | Kyōto               | ITF W60        | Hartplatz         | Liang En-shuo  | Momoko Kobori Luksika Kumkhum          | 2:6, 7:65, [10:2] |
| 23. | 4. Februar 2023    | Hua Hin             | WTA 250        | Hartplatz         | Chan Hao-ching | Wang Xinyu Zhu Lin                     | 6:1, 7:66         |
| 24. | 10. Juni 2023      | Makarska            | WTA Challenger | Sand              | Ingrid Neel    | Anna Sisková Renata Voráčová           | 6:3, 7:5          |
| 25. | 5. Januar 2025     | Auckland            | WTA 250        | Hartplatz         | Jiang Xinyu    | Aleksandra Krunić Sabrina Santamaria   | 6:3, 6:4          |
| 26. | 11. Januar 2025    | Hobart              | WTA 250        | Hartplatz         | Jiang Xinyu    | Monica Niculescu Fanny Stollár         | 6:1, 7:66         |